# Samuel Fuchs
Samuel Fuchs (Curitiba, 4 marzo 1984) è un pallavolista brasiliano.

## Palmarès

### Nazionale (competizioni minori)
- Campionato sudamericano pre-juniores 2000
- Campionato mondiale pre-juniores 2001
- Campionato sudamericano juniores 2002
- Campionato mondiale Under-21 2003

### Premi individuali
- 2007 - Superliga brasiliana: Miglior attaccante